# 90210 (مسلسل)
90210 هو مسلسل دراما عن المراهقين، كتبه روب توماس، جيف جودا وجابي ساكس، والمسلسل الرباعي "بيفرلي هيلز 90210" هو امتياز أنتجه دارين ستار. 90210  هو أول مسلسل تنتجه شركة سي بي إس بعد إعادة إطلاقها مرة أخرى، ولكن الآن تنتجه الإستوديوهات التلفزيونية لـ سي بي إس.
تم عرض المسلسل لأول مرة في الولايات المتحدة علي شبكة تلفزيون سي دبليو وفي كندا علي شبكة تلفزيون جلوبال في 2 سبتمبر 2008 مع ساعتين من العرض الأول للمسلسل.
المسلسل تدور أحداثه حول أسرة ويلسون، إلى جانب غيرهم من التلاميذ المراهقين الأغنياء في المدرسة الغير الحقيقية ويست بيفرلي هيلز الثانوية. حيث آني ويلسون (شانيا جريمز) وديكسون ويلسون (تريستان وايلدذ) بدؤوا الحضور.والدهما، هاري ويلسون (روب إستيس) عائدا من كنساس إلي منزل طفولته في بيفرلي هيلز مع عائلته لرعاية والدته، نجمة التلفزيون السابقة تابيثا ويلسون (حيسكا ويلسون) والتي لديها مشاكل في الشرب.كافح آني وديكسون من أجل التكيف مع حياتهم الجديدة في أثناء تكوينهم لصدقات جديدة والاستجابة إلي طلبات والديهم. يقوم بالتمثيل في 90210  من المسلسل الأصلي وضيوف شرف المسلسل جيني جارث، شانن دورتي، توري سبيلنج وجو إي تاتا.

## الإنتاج

### التطور
يوم 13 مارس 2008، أعلنت الشبكة التلفزيونية سي دبليو انها سوف تقدم دمج معاصر بين بيفرلي هيلز و90210.وضع المشروع علي طريق التنفيذ السريع من الشبكة، وكان متوقع صدور أمر من المدير بحلول نهاية الشهر.تم إخبار دارين ستار كاتب بيفرلي هيلز و90120 بأن لا يشترك في هذا المشروع.العنصر الوحيد الباقي من المسلسل الأصلي كان يعتقد انه وكالة الفنانين المبدعين، ووكالة المبدعين التي كانت وراء فكرة الدمج.فيرونيكا مارس الكاتبة، روب توماس كانوا في مفاوضات للكتابة التجريبية ومارك بيزنارسكي كان في المحادثات المباشرة.
تم نشر التحليل المفصل للكتابة التجريبية التي كتبها توماس في 17 مارس متضمنا معلومات عن الحبكة الدرامية وشخصيات المسلسل.لا يربط أي من الشخصيات أي علاقة بالمسلسل الأصلي، غير أن المسلسل يقدم مقدمة مشابهة: عائلة لها مراهقان واللذان انتقلا حديثا من الغرب الأوسط إلي بيفرلي هيلز. حيث يعكس الوضع في مدرسة بيفرلي هيلز حيث حوالي 40% من التلاميذ من أصل فارسي، وتم كتابة شخصية تلميذ يدعي نافيد شيرازي.اعتزم توماس تقديم بيتش بيت المطعم الذي قدم في بيفرلي هيلز،90210، ولكنه لاحظ انه لم يذكره في الكتابة التجريبية.ارتئى الكاتب ان يعطي للأخوين عمل في دار سينما لأنه لم يريدهم أن يستخدموا بطاقات ائتمان والدهما.أفصح توماس عن وجود خطط لإعادة تقديم إحدي شخصيات المسلسل الأصلي ولكنه لم يلتق بأي منهم لمناقشة الدور.أوضح توماس في وقت لاحق ان المنتجين كانوا يريدون أن يروا «أكبر عدد ممكن من شخصيات المسلسل الأصلي قدر المستطاع» ولكن كانوا حرصيين علي ان لا «يعرضوهم جمعيا خارج الكتابة التجريبية»
أعلن توماس في 14 إبريل انه سيترك المسلسل ليتفرغ لكتابة كتابتان تجريبيتان ل ايه بي سي. وتم توظيف جاب ساكس وجيف جودا كمنتجين منفذين جدد وقاموا بكتابة نسخة جديدة من النص في أواخر أبريل.وقال ساكس إنه على الرغم من أن توماس كان لديه «سيناريو عظيم»، ولكن نسختهم من السيناريو كانت أكثر مضيَ. وقال جودا انهم كانوا يحاولون بناء كتابتهم على أرض الواقع، بقصص شخصيات حقيقية وقصص عاطفية. أراد الكتاب أن يربط المتفرجين بين مشاكل الشخصيات ومشاكلهم والتي أرادوها ان تكون حقيقية وعاطفية ولكنها أيضا كوميدية.كان الكاتبان مهتمان بسرد عدة قصص في نفس الوقت مقدمة في العديد من الشخصيات. قاما الكاتبان بتغيير لقب العائلة الرئيسية من مايلز إلي ويلسون بجانب تغيير اسم الأم من سيليا إلي ديبي.أخبر الكاتبان الصحفيين أيضا بأنهم سيضيفون «بواعث كوميدية» للنص. وجد ساكس وجودا ان يكون للوالدين جزء هام من المسلسل وصممت ليكونوا آباء عصريين. وبما أن المنتجان كانوا أنفسهم آباء، فلقد صمموا النص علي أن يتضمن المزيد من قصص البالغين البارزة، والمزيد من وجهات النظر الأبوية القوية.اهتم جودا بالتركيز علي كيفية حفاظ الأسرة علي مركزها الأخلاقي عند الانتقال إلي بيفرلي هيلز، والطريقة الني يتعامل بها الوالدان مع أبنائهم المراهقين. وفي 11 مايو، وقبل يوم واحد من تقديم سي دبليو للعروض، قامت الشبكة رسميا باختيار المسلسل ليكون في موسم العرض التلفزيوني لـ 2008-2009.
بعد الخلاف مع المنتجين التنفيذين للشبكة حول محتوي قصة المسلسل، استقال ساكس وجودا ككاتبين.أرادت الشبكة ان يكون المسلسل من منظور نسائي وأن يركز أكثر علي المال والتألق، بينما جودا وساكس كانوا أكثر راحة مع كتابتهم للرجال.و بدلا من ذلك جودا بدأ العمل علي أعمال ما قبل الإنتاج بما فيها الكتابة والإشراف الموسيقي، بينما أدار ساكس الإنتاج ليكون جاهزا.تعاقدت سي دبليو مع ريبيكا راند سنكلير لإعادة كتابة المسلسل ككاتبة رئيسية.  وفي أواخر شباط / فبراير 2009، وقعت سنكلير صفقة من 7 أرقام مع المنتجين لتقوم بالعمل كمنتج تنفيذي/منفذ للعرض للموسم الثاني والثالث للمسلسل.

### اختيار الممثلين
في يوم 13 مارس، كريستين دوس سانتوس من شبكة إي.أكدت أن المسلسل سيكون دمج بمجموعة جديدة من الشخصيات وليست إعادة صناعة له. وحتى يتسنى للمشروع أن يكون جاهزا «للعرض الصحفي» التقديمي الخاص بالشبكة للمعلنين في مايو، فقد بدأ اختيار الممثلين قبل اكتمال كتابة النص. أول ممثل تم اختياره كان داستين ميليجان،  تليه آنالين ماككورد. سرت إشاعات ان الممثلة والمغنية هيلاري داف تم عرض دور آني ويلسون عليها، ولكنها أخبرت الالصحفيون ان ذلك «غير صحيح». دور في نهاية المطاف إلى Shenae غرايمز الذي يقول انها أثارت مشاهدة سلسلة الأصلي. روب إستيس كان آخر الفاعل للانضمام إلى مجموعة وهو يسعى للعب الأسلحة الكيميائية من جانب هاري ويلسون. إستيس السابق كان يلقي أول عضو في بيفرلي هيلز 90210 العرضية، ملروز مكان. 
بعد أن بدأت شائعات من أعضاء من بيفرلي هيلز 90210 تظهر على العرضية، أكدت محطة CW أن شانون دوهرتي، جيني جارث، وجو E. تاتا سيعودوا في أدوار متكررة بشخصياتهم الأصلية. وكان ساكس علي معرفة ب جارث وتحدث معها عن إمكانية حصولها علي دور في المسلسل.وافقت جارث على ان تمثل في المسلسل بدون قراءة النص بعد تبادل الأفكار مع ساكس حول المسلسل. عرض المنتجون علي جاري دور ثابت في المسلسل، ولكنها اختارت ان توقع علي ان تكون ضيفة شرف. إلتقي ساكس مع دويرتي علي العشاء وأخبرها عن الدمج الخاص 90210.خلال الأسابيع القليلة اللاحقة، قاموا بكتابة القصة الخلفية ووافقت دوهرتي ان تقوم بضيفة شرف في عدة حلقات من المسلسل.
وصف ساكس اختيار تمثيل تاتا بأنه صدفة، صديق أخبر ساكس أنه رأي تاتا في متجر والذي أدي إلي عرض عليها دور في المسلسل.
وقال ساكس ان تاتا كانت منجذبة للفكرة ووافقت. بعد قراءة السيناريو، توري سبيلنج عبرت عن اهتمامها بالعودة، وقرر الكتاب منج دونا خط الأزياء الخاص بها. وكان من المقرر أن تظهر سبيلنج في العرض الأول، ولكن نتيجة لأسباب شخصية وولادتها لابنتها، اختارت أن تظهر في وقت لاحق من الموسم. وفي 11 أغسطس، أفادت الأنباء أن سبيلنج قد انسحبت من المسلسل بعد اكتشافها أنها كانت تتلقى أجرا أقل من غارث ودوهرتي. طلبت سبيلنج أن يكون أجرها 20,000 دولار لكل حلقة ليزداد إلي ان يصل مثل رواتبهم - $ 40,000 إلى 50,000 دولار للحلقة الواحدة ولكن عندما تم رفض هذا غادرت العرض كله.
العديد من ضيوف الحلقات تم عمل اختبار تمثيل لهم، ومنهم كيلان لوتز وميجان ماركل في 7 يوليو. صورت جيسكا لاوندس أدريانا تات-دانكن علي أنها «معبودة» المسرح والتي تعاني من إدمان المخدرات،  وتم تطويرها بعد ذلك لتقوم بدور مكان جيسكا والترز. أخرون من الضيوف النجوم منهم مافي كوينلان كأم أدريانا كونستانس،  جوش هندرسون كشون، الشاب الذي ادعى انه ابن هاري الأصلي مع تريسي كلارك، ولكنها في الواقع عملية احتيال،  لورين لندن كالمشجعة كريستينا،  وإيمي تيجاردن كروندا، تلميذة في غرب بيفرلي هيلز.
يوم 7 يناير 2009، أفادت التقارير أن توري سبيلنج التزمت بالظهور كشخصية دونا مارتين المحورية في قصة متعددة الحلقات.
يوم 13 أبريل 2009، أعلن أن الموسم الثاني للمسلسل سيعتمد بشكل أقل علي خريجين 90210  مثل جيني جارث وشانن دوهرتي لرفع المعدلات، من أجل ان يظهر المسلسل معتمدا علي نفسه.و قيل أيضا ان دستين ميليجان لن يعود للموسم الثاني، في حين ان مات لانتر سينضم لفريق العمل كبطل دائم للمسلسل.
في 1 يونيو 2009، أبلغت قناة تي في جايد ان المسلسل يبحث عن ممثل ليقوم بدور ضيف الشرف تيدي، بطل التنس العائد إلي غرب بيفرلي هيلز.، الممثل والعارض تريفور دونفان الذي تم اختياره لتمثيل الدور لاحقا. الممثلات اليزابيث روهم ورومر ويلز قاموا بإجراء اختبار التمثيل أيضا كضيوف شرف.
في 20 يوليو 2009، شبكة تلفزيون إي! ذكرت علي الإنترنت ان الممثل جون شنايدر قام بعمل اختبار تمثيل ليقوم بدور جراح التجميل زوج أم ليان.
في 3 أغسطس 2009، ذكر إي دبليو مايكل اوسيليو ان آن جيلسبي ستعود لتظهر في الموسم الثاني في «حلقات متعددة».شخصيتها في دور جاكي أيضا واعية وتأمل في إعادة الشمل مع بناتها ولها قليل من «المفاجآت» لدي عودتها.
في 6 أغسطس 2009، ذكر تلفزيون Zap2it's Korbi TV ان ترافيس فان وينكل تم عمل اختبار تمثيل له ليقوم بدور، جيمي كلاعب كرة قدم الطالب في جامعة كاليفورنيا ل «عدة حلقات»

## نظرة عامة علي المسلسل

### الموسم الأول
مثل العرض الأصلي 90210 يتبع انتقال أسرة (الوالدان ديبي وهاري ويلسون، ابنتهم آني وإبنهم بالتبني ديكسون).و لكن هذه المرة، هاري فعلا من بيفرلي هيلز ورجعا كلاهما ليرعوا أمهما تابيثا وليعمل كمدير لمدرسة غرب بيفرلي هيلز الثانوية.كافحوا جميعا ليستطيعوا التكيف مع حياتهم الجديدة؛ وجدت آني صعوبة في تحقيق توازن بين الرومانسيات والصداقات وكذلك الشهرة والهوية. كان لدي ديكسون مشاكل كإبن بالتبني ومن أصل أفريقي- أمريكي. كافح هاري وديبي مع اللإفصاح علي أن هاري لديه ابن من تريسي كلارك حبيبته السابقة من أيام المدرسة الثانوية.
لدي تريسي كلارك ابنة من رجل اخر تدعي نعومي كلارك والتي تواعد الرياضي إيثان وارد وهو منافس ديكسون لوقت قصير، والذي تنفصل عنه سريعا بعد ذلك والذي يعود مرة أخرى مع آني التي كان بينهما علاقة عاطفية قبل سنوات.كلتا الفتاتان كانا يتبادلا بالتناوب بينهما الأعداء في ثلاثية الحب وكانوا بمثابة أخوات بسبب طفل والدهما.أمهاتهم أنفسهم وجدوا في مثلث الحب بعد تحطم زواج تريسي من شارلز كلارك (و التي اتخذته نعومي بشكل سيء) والتي يبدو عليها انها تريد استعادة هاري مرة أخرى.شجار نعومي مع آني دفعها للبقاء وحيدة بعد أن استغلت جيسون صديق آني السابق كسلاح لتنتقم منها لإخفائها علاقتها مع إيثان. ثم أصبحت صديقة لفتيات أكبر في السن وبدأت في التودد من أوزي، تلميذ بديل أخر والذي انجذب لاحقا لنادلة تدعي ليام ويكتشف سريعا أنها تحت السن القانوني وتصبح تلميذة في مدرسة غرب بيفرلي هيلز الثانوية.من جهة أخرى يمر إيثان وأني بمشاكل حيث أنه بدا إعادة التفكير في حياته بعد حادث سيارة وأصبح إلي حد ما منجذب إلي روندا، الفتاة التي صدمها.سريعا بعد ذلك بدأت نعومي وليام علاقة عاطفية، وبمجرد أن أصبحت صديقة لآني مرة أخرى، بدأ يسعي إلي كلتاهما.
الصديقة المقربة لنعومي تات-دانكن الممثلة الناشئة السيئة والتي تحارب إدمانها للمخدرات.و هذا يوقعها في مشاكل عندما يقرر هاري ان ينظف المدرسة من المخدرات/ ويفكر في الاستعانة بالشرطية، كيمبرلي ماكنتاير التي تتنكر كطالبة.تبدأ كيمبرلي علاقة مع مدرس اللاكروس المدرب رايان ماثيو والتي تتسبب في مشاكل له مع المدرسة.و للتخلص من شعورها بالذنب بذلت كيمبرلي ما بوسعها لتحل القضية، لتعيد لريان وظيفته مرة أخرى، مع انه استغل فرصة أجازته ليعيد النظر في حياته/ وتذهب أدريانا إلي مصحة للعلاج من الإدمان، بعد أن أوشكت أن توقع نعومي في مشاكل قانونية علي أنها تولت مسئولية المخدرات.من هنا بدأت علاقتها مع نافيد شيرازي رئيس جريدة المدرسة والصديق المقرب لديكسون والذي دفع لها مصاريف مصحة العلاح من الإدمان.على الرغم من أنها وافقت علي ذلك فقط علي أن «تعيد المال» له، بدؤوا بصدق بالاهتمام ببعضهم البعض.اكتشفت أدريانا بعد ذلك أنها حامل كنتيجة للاختلاط الجنسي الغير شرعي أثناء فترة إدمانها.بعد أن أخبرت نافيد عن حملها، أنفصل عنها.اكتشف في وقت لاحق ان والد طفل أدريانا هو تي، بالرغم من أنه من غير الواضح متي ناموا معا.عادت هي ونافيد معا مرة أخرى بعد أن أدرك أنه على الرغم من أنها ورطة ولكنه لا يستطيع أن ينساها، وتمت خطبتهم، على الرغم من أنه نأى عن أخبار أسرته بأن الطفل ليس منه وغضب عندما كشفت أدريانا ان الطفلة هي ابنة تي.
شخصية أخرى مقدمة هي إرين سيلفر، الأخت الغير شقيقة لكيلي تايلور والصديقة المقربة السابقة لنعومي، إلي أن تنكشف علاقة والد سيلفر.و سرعان ما تبدأ صداقة مع آني وتواعد ديكسون والذي يفاجأ إلي حد ما بأسلوب حياتها الذي لا تماشي مع 90210، لأنها عذراء ولا تبالي بموضوع الشعبية.في قصة محورية في حلقات متعددة والتي وصلت إلي ذروتها في حلقة خاصة جدا، تم الكشف ان سيلفر تعاني من اضطراب نفسي.كيلي تايلور الآن مستشارة إرشادية في غري بيفرلي ولديها ابن يدعي سامي.واعدت لفترة وجيزة رايان قبل أن تعمل علي إصلاح علاقتها بصديقها السابق ووالد سامي ديلان ماكاي.و ذلك أدي إلي خلاف مع بريندا والش لأن كلتاهما حاربا مشاعرهم المتعلقة بديلان.عندما عادت كيلي لم تكتشف فقط علاقة ريان مع الطالبة ؟الشرطية كيمبرلي ولكن أيضا بأنه ضاجع بريندا، محدثا صدع بين الصديقتان.عقب اكتشاف بريندا انها لا تستطيع ان تنجب أطفال، ومع ذلك سحبت المرأة نفسها لتجمع شمل نفسها مرة أخرى. عودة دونا مارتن والتي ذاع صيتها كمصممة أزياء في اليابان ومنفصلة حديثة عن ديفيد، تقرر أن ترجع إلي بيفرلي هيلز.

### الموسم الثاني
عرف في الموسم الثاني أن علاقة ديكسون وسيلفر ستعاني نتيجة لظهور شخصيتان جدد، ساشا امرأة أمريكية من أصل أفريقي والتي تطارد ديكسون، وتيدي بطل التنس الذي يطارد سيلفر ومن بعدها أدريانا.ستمر آني أيضا بوقت عصيب وتشعر بالانعزال عن المجموعة، يهجرها ديكسون لأنه «سأم من الحالة الدرامية التي انتباتها» عندما ظهرت صور عارية لها.سوف تعيد سيلفر علاقتها مع أصدقائها أدريانا ونعومي.
أعلن أيضا ان الموسم الثاني سيكون أكثر قتامة من الموسم الأول، أخذا المشاهد إلي أبعد من مطعم بيتش بيت الأسطوري الشهير.مثل NYC ونظيره في Gossip Girl، فإن الموسم الثاني من 90210  سوف تستكشف مشاهد اجتماعية للوس أنجليس، مستخدما نوادي حقيقية ومطاعم للمشاهد الدرامية.موضة المسلسل سوف تتغير لتصير أكثر منها مثل Gossip Girl حيث الملابس عصرية وأنيقة.

## الشخصيات
يدور المسلسل حول انتقال أسرة ويلسون من كنساس إلي كاليفورنيا، مشابها لما حدث في المسلسل الأصلي الذي يدور حول أسرة والش التي انتقلت حديثا إلي كاليفورنيا من مينيسوتا.

### البطولة
| Actor           | Character         | Year      | Notes                              |
| --------------- | ----------------- | --------- | ---------------------------------- |
| روب إستز        | هاراي ويلسون ‏     | 2008-     |                                    |
| لوري لوفلين     | ديبي ويسلون ‏      | 2008-     |                                    |
| شانيا جريمز     | آني ويلسون        | 2008-     |                                    |
| تريستيان وايلدز | ديكسون ويلسون     | 2008-     |                                    |
| آنالين ماكورد   | نعومي كلارك       | 2008-     |                                    |
| داستين مليجان   | إيثان وارد        | 2008-2009 |                                    |
| رايان إيججولد   | رايان ماثيوز      | 2008-     |                                    |
| جيسيكا ستروب    | إرين سيلفر        | 2008-     | شخصية من بيفرلي هيلز، 90210 الأصلي |
| مايكل ستيجر     | نافيد شيرازي      | 2008-     |                                    |
| جيسيكا والترز   | تابيثا ويلسون     | 2008-2009 | الحلقات من 1-13                    |
| جيسيكا لاوندس   | أدريانا تات-دانكن | 2008-     | الحلقة 14-, ضيفة شرف سابقا         |
| مات لانتر       | ليام كورت         | 2009-     | الموسم الثاني، ضيفة شرف سابقا      |

### ضيوف الشرف
| الممثل              | الشخصية              | العام     | الملاحظات      |
| ------------------- | -------------------- | --------- | -------------- |
| كيلي تايلور         | كيلي تيلور           | 2008      | ضيفة شرف خاصة  |
| شانون دوهرتي        | بريندا والش          | 2008-2009 | ضيف حلقات خاصة |
| آن غيليسبي          | جاكي تايلور          | 2008.     |                |
| آدم غريغوري         | تاي كولينز           | 2008-2009 |                |
| كيلان لوتز          | جورج إيفانز          | 2008-2009 |                |
| مافي كوينلان        | كونستانس تيت - دنكان | 2008.     |                |
| جيمس ستيوارت باتريك | تشارلز كلارك         | 2008.     |                |
| كريستينا مور        | تريسي كلارك          | 2008-2009 |                |
| سارا فوستر          | جين كلارك            | 2009      |                |
| تريفور دونوفان      | تيدي مونتغمري        | 2009      |                |
| جون شنايدر          | جيفري                | 2009      |                |
| ترافيس فان وينكل    | جيمي                 | 2009      |                |

## استقبال الجمهور للمسلسل

### تصنيف التلفزيون الأمريكي
الترتيب الموسمي (علي أساس متوسط اجمالي المشاهدين لكل حلقة) من 90210 علي شبكة سي دبليو.
| الموسم | موعدها                                                | العرض الأول   | الخاتمة      | الرتبة | المشاهدين |
| ------ | ----------------------------------------------------- | ------------- | ------------ | ------ | --------- |
| 1      | 8:00 مساء يوم الثلاثاء (2 سبتمبر 2008—10 فبراير 2009) | 2 سبتمبر 2008 | 19 مايو 2009 | # 172  | 2.8       |
| 1      | 9:00 مساء يوم الثلاثاء (31 مارس 2009—19 مايو 2009)    | 2 سبتمبر 2008 | 19 مايو 2009 | # 172  | 2.8       |
| 2      | 8:00 مساء يوم الثلاثاء                                | 8 سبتمبر 2009 | مايو 2010    | #TBA   | TBA       |

### الموسم الأول
«لم نعد في كنساس الآن»، مع الحلقة التالية، متوسط 4.9 مليون مشاهد في كل مدة ساعتين البث في 2 سبتمبر. وهذا أعطي قناة سي دبيلو أعلي معدل مشاهدة لعرض أول من أي وقت مضي للشريحة العمرية للبالغين من 18 إلي 49. وبمقارنة ختام المسلسل مع المسلسل الأصلي والذي شاهده 25 مليون مشاهد على البث الأصلي في أيار / مايو 2000. وحتى 20 يناير 2009، و90210 بلغ متوسط 3.22 مليون مشاهد أمريكي لكل حلقة من الموسم الأول (أول مرة تذاع علي الهواء). [بحاجة لمصدر] عرض لأول مرة كعرض أول بقوة في المملكة المتحدة علي قناه إي 4 في 26 يناير 2009 بمتوسط مشاهدة 518.000 مشاهد.
معطم الأراء النقدية للكتابة التجريبية كانت متوسطة، مدعين مع أنها لما تكن بالسوء إلا انها لم تكن عظيمة أيضا.التقييم علي الإنترنت أعطي الحلقة درجات علي الإنترنت بمتوسط درجات مبني علي انطباعات ل 12 رأي نقدي مختار من 46، ممثلا متوسط أراء مختلطة. ماثيو جيلبرت من بوسطون غلوب رأى أن مثل المسلسل الأصلي، كان 90210 «جيدا جدا». وقال جيلبرت ان المسلسل «يبدو أنه أخذ وقت طويل لتجهيز بعض من الحبكات الدرامية الرائعة» والتي رأي انها نفذت بشكل بارع أكثر من المسلسلات الأخرى الخاصة بالمراهقين.أنتقد الناقد الكتاب ل«المادة التي ينقصها الخيال» وعلقوا علي مشهد الجنس الفموي الغير لائق.إدعي جيلبرت أن الشخصيات ينقصها العمق والتميز في كل الكتابة التجربيبة وبالأخص نعومي والتي قارنها سلبا ببطلة Gossip Girl ' بلير والدورف. وعند مقارنته بالمسلسل الأصلي، روب أوين من بيتسبرغ بوست جازيت رأي أن الدمج غطي علي تشابه في المواضيع الأسرية، الأصدقاء، ميلودراما المراهقين والعلاقات- ولكن بمزيد من الفكاهة أشاد أوين بقوه حضور الشخصيات والتمثيل ورأي أن الحوار كتب بمهارة فائقة.

### الجوائز
| العام | النتيجة   | الجائزة               | الفئة:                                 | المتلقي (المتلقون)     |
| ----- | --------- | --------------------- | -------------------------------------- | ---------------------- |
| 2009  | تم ترشيحه | People's Choice Award | الدراما الجديدة المفضلة                |                        |
| 2009  | تم ترشيحه | Prism Awards          | مسلسل درامي متعدد الحلقات القصصية      |                        |
| 2009  | تم ترشيحه | Prism Awards          | الأداء في دراما متعددة الحلقات القصصية | جيسيكا لوندس           |
| 2009  | تم ترشيحه | Teen Choice Awards    | اختيار الدراما التلفزيونية             |                        |
| 2009  | تم ترشيحه | Teen Choice Awards    | TV Breakout Show                       |                        |
| 2009  | تم ترشيحه | Teen Choice Awards    | اختيار الممثل التلفزيوني               | دستين ميليجان          |
| 2009  | تم ترشيحه | Teen Choice Awards    | TV Breakout Female                     | انالين ماكورد          |
| 2009  | تم ترشيحه | Teen Choice Awards    | TV Breakout Star                       | تريستان وايلدز         |
| 2009  | تم ترشيحه | Teen Choice Awards    | TV Parental Unit                       | روب إستيس ولوري لوفلين |

## إصدارات الدي في دي
| الموسم | المنطقة 1     | المنطقة 2     | المنطقة 4                   | أقراص | إضافات |
| ------ | ------------- | ------------- | --------------------------- | ----- | --- |
| واحد   | 11 أغسطس 2009 | 17 أغسطس 2009 | تشرين الأول / أكتوبر 8,2009 | 6.    | تعليقات من الممثلين علي حلقات مختارة. ما وراء الكواليس مغ تقديم عرض موسيقى وأزياء، والتجهيزات وأكثر من ذلك. |

## روابط إضافية
- الموقع الرسمي
- 90210 على موقع IMDb (الإنجليزية)
- 90210 على موقع ميتاكريتيك (الإنجليزية)
- 90210 على موقع كينوبويسك (الروسية)
- 90210 على موقع ألو سيني (الفرنسية)
- 90210 على موقع قاعدة بيانات الفيلم (الإنجليزية)